# Piz Chapisun
Piz Chapisun är en bergstopp i Schweiz.   Den ligger i regionen Engiadina Bassa/Val Müstair och kantonen Graubünden, i den östra delen av landet, 200 km öster om huvudstaden Bern. Toppen på Piz Chapisun är 2 931 meter över havet, eller 206 meter över den omgivande terrängen. Bredden vid basen är 0,85 km.
Terrängen runt Piz Chapisun är bergig åt sydost, men åt nordväst är den kuperad. Runt Piz Chapisun är det mycket glesbefolkat, med 5 invånare per kvadratkilometer.. Närmaste större samhälle är Scuol, 14,3 km öster om Piz Chapisun. 
Trakten runt Piz Chapisun består i huvudsak av gräsmarker.